# 金相印
金相印（？—1878年），新疆牌素巴特（今伽师）人，回族，原在牌素巴特屯田，同治新疆回乱期间成为当地回民首领，后因阿古柏入侵而失势，最终被清军在和阗活捉后处死。

## 生平
清同治三年（1864年），新疆天山南北多地爆发大规模反清运动，掌控领导权的多为阿訇、和卓、伯克或原清朝地方官员。喀什噶尔白山派头目托乎提马木提占据喀什噶尔回城，实行宗教统治。1864年夏，金相印等人支持希布察克部布鲁特（即柯尔克孜族）首领、塔什密里克阿奇木伯克思的克攻入喀什噶尔回城，推翻并驱逐了托乎提马木提，思的克自立为“喀什噶尔帕夏”（喀什王）。后来攻克叶尔羌、和阗等地。
1864年9月，金相印奉命率队前往浩罕汗国，请求浩罕让白山派“大和卓”波罗尼都后裔返回喀什噶尔，同时请求浩罕给予军事援助。浩罕将领阿古柏率队带着波罗尼都曾孙布素鲁克前往喀什噶尔，布素鲁克随后被拥立为汗:464，后阿古柏与思的克争权，思的克失败被逐出喀什噶尔，金相印随之失势。
1878年1月2日，进剿阿古柏部的清军攻占和阗，在和阗民众的协助下活捉金相印父子，不久金相印被处死。